# Tigerns käftar
Tigerns käftar (en: The Teeth of the Tiger) är en roman från 2004 av Tom Clancy.
Utanför Washington, D.C. ligger finansbolaget Hendley Associates som utåt sett tjänar pengar på aktiebörsen men som egentligen är en hemlig underrättelsebyrå som president Jack Ryan skapade för att kunna "oskadliggöra" misstänkta terrorister. Boken är egentligen inte en Jack Ryanroman som de tidigare utan en "spinn-off" med Jack Ryan Jr och hans båda kusiner Brian och Dominic Caruso i huvudrollerna.